# Верн, Мишель
Мише́ль Жан Пьер Верн (фр. Michel Jean Pierre Verne; 1861—1925) — французский писатель, кинорежиссёр и редактор. Сын известного писателя-фантаста Жюля Верна. После его кончины, в 1905—1919 годах опубликовал несколько романов под именем своего отца, однако ныне считается, что он являлся их автором или, по крайней мере, соавтором. В 1912 году основал кинокомпанию, которая занималась экранизациями произведений Жюля Верна.

## Биография
Единственный сын Жюля Верна и его жены Онорины, родился в Париже в 1861 году. Жюль Верн в это время находился в путешествии по Скандинавии со своим другом композитором Аристидом Гиньяром. Верн оставил в Дании друга и поспешил в Париж, но не успел к рождению своего единственного кровного сына.
Воспитанием Мишеля занималась мать, он также унаследовал упрямый и увлекающийся характер отца. В школе стабильно проявлял себя худшим учеником, в результате в 1876 году отец отдал сына на шесть месяцев в исправительное учреждение в Метре. После попытки самоубийства Мишеля его отец в целях перевоспитания пристроил сына учеником штурмана на торговое судно, направляющееся в Индию. В этот период Жюль Верн написал роман «Пятнадцатилетний капитан», как назидание непослушному сыну. Но морская служба не исправила характер Мишеля. Вернувшись в 1880 году в Амьен, Мишель вступил в связь с актрисой местного театра Терезой Дюгазон и начал самостоятельную жизнь. Отец определил ему содержание в 1000 франков в месяц, однако Мишель постоянно пытался организовывать деловые предприятия и залезал в долги. Он пытался изобретать светильник нового типа, основал горнорудную компанию и фирму по производству велосипедов; все без исключения предприятия заканчивались банкротством. Жюль Верн в своё время заявил, что предпринимательские начинания сына обошлись ему почти в 300 тысяч франков, ему даже пришлось продать свою яхту «Сен-Мишель».
В 1884 году Жюль Верн совершил своё последнее большое путешествие. Его сопровождали брат Поль Верн, сын Мишель, друзья Робер Годфруа и Луи-Жюль Этцель. «Сен-Мишель III» швартовался в Лиссабоне, Гибралтаре, Алжире (где в Оране у родственников гостила Онорина), попал в шторм у берегов Мальты, но благополучно доплыл до Сицилии, откуда путешественники далее отправились в Сиракузы, Неаполь и Помпеи. Из Анцио поездом они добрались до Рима.
Около 1888 года произошло примирение отца и сына; Мишель впервые попробовал себя в журналистике и литературе, написав несколько научно-фантастических очерков, опубликованных в Англии и США под именем его отца («Курьерский поезд будущего» — первый проект Трансатлантического тоннеля, «Один день журналиста в 2889 году», и т. д.). Однако в общем, литература не слишком увлекала его, и он вернулся к предпринимательской деятельности. Расставшись с женой и двумя детьми (Мишель и Жорж), он женился на 16-летней Жанне Ребуль, от которой также имел сына — Жана Жюля Верна (1892—1980), написавшего впоследствии биографию своего деда, опубликованную во Франции в 1973 году и в переводе на русский язык в 1978 году. О своём отце он старался сообщать в минимальной степени и ни словом не упомянул о его литературной деятельности.
В 1912 году Мишель Верн основал кинокомпанию Le Film Jules Verne, и в 1916—1917 году экранизировал роман «Чёрная Индия», и в 1918—1919 годах «Южную звезду», «500 миллионов бегумы» и «Судьбу Жана Морена». Большого успеха это предприятие не принесло. В 1925 году Мишель Верн скончался от рака горла и желудка.

## Публикация посмертных романов отца
После кончины отца в 1905 году, Мишель Верн унаследовал семейный архив, получив некоторое количество черновиков, набросков и подготовительных материалов к книгам. По договору с издательством Этцеля он продолжил работу своего отца, и до 1910 года ежегодно выпускал посмертные издания новых романов Жюля Верна, в том числе коротких повестей, выпущенных в сборнике «Сегодня и завтра» (1910). В числе этих романов — «В погоне за метеором», «Дунайский лоцман», «Кораблекрушение „Джонатана“» и «Необыкновенные приключения экспедиции Барсака» (частично опубликованный в 1914 году и целиком — в 1919-м), повесть «Вечный Адам» и роман «Маяк на краю света». Уже в 1970-е годы выяснилось, что все эти произведения были целиком написаны Мишелем Верном по сюжетным идеям своего отца. Например, «Кораблекрушение „Джонатана“» в черновике Жюля Верна содержало 15 глав, Мишель дописал ещё 16 и радикально переделал уже написанное отцом. «В погоне за метеором» Мишель ввел новую сюжетную линию, и т. д. Роман «Агентство Томпсон и К°» был полностью написан М. Верном (никаких материалов Ж. Верна по этому роману так и не найдено, сохранившаяся рукопись первых глав почти не отличается от печатного текста). Литературовед Артур Б. Эванс следующим образом подытожил результаты деятельности Мишеля Верна — писателя:
| Заглавие                                        | Год публикации | Содержательные особенности |
| ----------------------------------------------- | -------------- | --- |
| «Погоня за метеором»                            | 1907           | Добавлены четыре главы и введён новый персонаж |
| «Дунайский лоцман»                              | 1908           | Изменено авторское заглавие («На прекрасном золотом Дунае»), дописано три главы, добавлен новый персонаж |
| «Кораблекрушение „Джонатана“»                   | 1909           | Авторское название «В Магеллании». Дописано 16 глав, полностью изменены персонажи и сюжетные линии |
| «Тайна Вильгельма Шторица»                      | 1910           | Действие перенесено в XVIII век из конца XIX-го, изменён финал |
| «Сегодня и завтра»                              | 1910           | Сборник рассказов и повестей. «Вечный Адам» в рукописи именовался «Эдом». Очерки «Курьерский поезд будущего» и «Один день журналиста в 2889 году» были написаны М. Верном по просьбе отца ещё в 1889 году и опубликованы под именем Жюля Верна |
| «Необыкновенные приключения экспедиции Барсака» | 1919           | Существовали только разрозненные заметки Жюля Верна к роману о мировом торжестве языка эсперанто, который вообще не упоминался в окончательном тексте                                                                                          |

Эти романы были стилизованы под манеру Ж. Верна, но с литературоведческой точки зрения сильно отличались от всего, написанного им в XIX веке. Вне зависимости от года написания и публикации, все романы Жюля Верна написаны в неторопливой и обстоятельной манере, с огромным количеством научно-популярной информации (зачастую элиминируемой в переводах), отличаются позитивистским мировоззрением и верой в торжество прогресса. Романы, опубликованные после 1905 года, отличаются полным отсутствием «лекционного» материала, более стремительным действием, мрачны и пессимистичны по мировоззрению. В новых книгах речь идёт об атомной энергии и её практическом использовании, телевидении, реактивных самолётах и телеуправляемых ракетах. Работавший с архивом рукописей Жюля Верна Пьеро Гондоло делла Рива утверждал, что

Мишель, несомненно, был лучшим писателем, чем поздний Жюль Верн, у которого сюжет развивался медленно, натянуто, запутанно. Если не касаться идеологии, то всё, сочинённое Мишелем, представляет… положительное явление с точки зрения литературной.
Пьеро Гондоло делла Рива обнародовал результаты своих изысканий в 1978 году на международной конференции в честь 150-летия со дня рождения Жюля Верна. Исследователь причислил к списку переделанных Мишелем Верном романов и «Золотой вулкан». В его текст было добавлено четыре новых главы, которые позволили завершить повествование счастливым концом, был введён новый персонаж — ирландец Патрик. После 1985 года открылась серия критических изданий Жюля Верна, осуществлённых по авторским рукописям Обществом Верна и его председателем Оливье Дюма. В 2006 году авторская версия «Золотого метеора» была переведена на английский язык.